# Evgen Lampe
Evgen Lampe, slovenski rimskokatoliški duhovnik, pisatelj, urednik in politik * 13. november 1874, Metlika, † 16. december 1918, Ljubljana.
Lampe je 1897 v Ljubljani končal študij teologije, ter 1900 v Gradcu doktoriral. Od 1900 do 1909 je bil stolni kaplan v Ljubljani. Sodeloval je pri pripravi in izvedbi 2. 3. in 4. katoliškega shoda. Bil je urednik listov Pomladni glas (1897) ter Dom in svet (1900 do 1913) ter sodeloval s članki iz politične, literaturne in kulturne zgodovine, z glasbenimi poročili, poročili o slovenskih in tujih slovstvenih delih pri raznih časopisih. V istem obdobju je recenziral skoraj vse slovenske literarne stvaritve. Vse je presojal po Mahničevem zgledu s stališča katoliškega rigorizma in koristnosti za umsko in nravstveno vzgojo naroda v tem smislu. Nasprotoval je delom A. Aškerca in I. Cankarja, čeprav je cenil Cankarjevo ustvarjalno moč; tudi J. Murn in O. Župančič sta se mu zdela nedovršena in nedorasla v etičnih in estetskih nazorih.
Lampe se je ukvarjal tudi s politiko, bil je poslanec dolenjskih kmečkih občin v deželnem zboru. Prizadeval si je za gospodarsko osamosvajanje Kranjske in bil glavni gospodarstvenik v deželnem odboru. Med prvo svetovno vojno je bil član prehranjevalnega urada na Dunaju; preprečil je, da bi se vojaki soške fronte preskrbovali le iz Kranjske, ter tako rešil živinski stalež pred uničenjem. Zaslužen je za zgraditev HE Završnica (1914) in za ustanovitev Kranjskih deželnih elektrarn.